# 19633 Rusjan
19633 Rusjan este un asteroid din centura principală de asteroizi.

## Descriere
19633 Rusjan este un asteroid din centura principală de asteroizi. A fost descoperit pe 13 septembrie 1999 la Črni Vrh de Observatorul din Črni Vrh. Asteroidul prezintă o orbită caracterizată de o semiaxă mare de 2,44 ua, o excentricitate de 0,26 și o înclinație de 13,0° în raport cu ecliptica.